# 131P/Mueller
131P/Mueller è una cometa periodica appartenente alla famiglia delle comete gioviane scoperta il 15 settembre 1990 dall'astronoma statunitense Jean E. Mueller, la sua riscoperta il 29 gennaio 1997  ha permesso di numerarla.